# Renealmia cabrae
Renealmia cabrae är en enhjärtbladig växtart som beskrevs av De Wild. och Théophile Alexis Durand. Renealmia cabrae ingår i släktet Renealmia och familjen Zingiberaceae. Inga underarter finns listade i Catalogue of Life.